# Kabinet-Varadkar
Het kabinet-Varadkar was tussen 2017 en 2020 de regering van Ierland. Het was een minderheidsregering, bestaande uit de partij Fine Gael en de Onafhankelijken. De regering stond onder voorzitterschap van minister-president Leo Varadkar, de eerste openlijk homoseksuele premier van Ierland en met een leeftijd van 38 jaar (bij aantreden) tevens de jongste ooit.
Het kabinet was feitelijk een doorstart van het tweede kabinet van Enda Kenny, dat aangetreden was na de parlementsverkiezingen van 2016. Kenny besloot echter tussentijds af te treden, waarbij het premierschap overging op Varadkar, zijn opvolger als partijleider van Fine Gael. Het kabinet-Varadkar werd beëdigd op 14 juni 2017 en bleef aan tot na de parlementsverkiezingen van 2020. Het werd op 27 juni 2020 opgevolgd door het kabinet-Martin-Varadkar, een meerderheidsregering onder leiding van Fianna Fáil-leider Micheál Martin en met Varadkar als vicepremier.

## Samenstelling
| Naam               | Functie                                                      | Termijn                         | Partij          |
| ------------------ | ------------------------------------------------------------ | ------------------------------- | --------------- |
| Leo Varadkar       | Taoiseach Minister van Defensie                              | 14 juni 2017 - 27 juni 2020     | Fine Gael       |
| Francis Fitzgerald | Tánaiste                                                     | 6 mei 2016 - 28 november 2017   | Fine Gael       |
| Francis Fitzgerald | Minister van Economische Zaken, Ondernemerschap en Innovatie | 14 juni - 28 november 2017      | Fine Gael       |
| Paschal Donohoe    | Minister van Begroting en Hervorming                         | 6 mei 2016 - 27 juni 2020       | Fine Gael       |
| Paschal Donohoe    | Minister van Financiën                                       | 14 juni 2017 - 27 juni 2020     | Fine Gael       |
| Simon Harris       | Minister van Volksgezondheid                                 | 6 mei 2016 - 27 juni 2020       | Fine Gael       |
| Charles Flanagan   | Minister van Justitie en Gelijkheid                          | 14 juni 2017 - 27 juni 2020     | Fine Gael       |
| Michael Ring       | Minister van Plattelands- en Gemeenschapsontwikkeling        | 14 juni 2017 - 27 juni 2020     | Fine Gael       |
| Regina Doherty     | Minister van Werkgelegenheid en Sociale Zekerheid            | 14 juni 2017 - 27 juni 2020     | Fine Gael       |
| Eoghan Murphy      | Minister van Huisvesting, Lokale Overheid en Planning        | 14 juni 2017 - 27 juni 2020     | Fine Gael       |
| Richard Bruton     | Minister van Onderwijs en Vaardigheden                       | 6 mei 2016 - 16 oktober 2018    | Fine Gael       |
| Richard Bruton     | Minister van Communicatie, Klimaat en Milieu                 | 11 oktober 2018 - 27 juni 2020  | Fine Gael       |
| Simon Coveney      | Minister van Buitenlandse Zaken en Handel                    | 14 juni 2017 - 27 juni 2020     | Fine Gael       |
| Simon Coveney      | Tánaiste                                                     | 30 november 2017 - 27 juni 2020 | Fine Gael       |
| Heather Humphreys  | Minister van Cultuur, Erfgoed en de Gaeltacht                | 14 juni 2017 - 30 november 2017 | Fine Gael       |
| Heather Humphreys  | Minister van Economische Zaken, Ondernemerschap en Innovatie | 30 november 2017 - 27 juni 2020 | Fine Gael       |
| Josepha Madigan    | Minister van Cultuur, Erfgoed en de Gaeltacht                | 30 november 2017 - 27 juni 2020 | Fine Gael       |
| Michael Creed      | Minister van Landbouw, Voedsel en Maritieme Zaken            | 6 mei 2016 - 27 juni 2020       | Fine Gael       |
| Joe McHugh         | Minister van Onderwijs en Vaardigheden                       | 16 oktober 2018 - 27 juni 2020  | Fine Gael       |
| Denis Naughten     | Minister van Communicatie, Klimaat en Milieu                 | 6 mei 2016 - 11 oktober 2018    | Onafhankelijken |
| Shane Ross         | Minister van Vervoer, Toerisme en Sport                      | 6 mei 2016 - 27 juni 2020       | Onafhankelijken |
| Katherine Zappone  | Minister van Kinderen en Jeugdzaken                          | 6 mei 2016 - 27 juni 2020       | Onafhankelijken |